# Distrito de Kameng occidental
Kameng occidental (en panyabí; ضلع چڑھدا کامنگ) es un distrito de India en el estado de Arunachal Pradesh. Código ISO: IN.AR.WK.
Comprende una superficie de 7 422 km².
El centro administrativo es la ciudad de Bomdila.

## Demografía
Según censo 2011 contaba con una población total de 87 013 habitantes.